# Lissotesta conoidea
Lissotesta conoidea es una especie de molusco gasterópodo de la familia Turbinidae. 

## Distribución geográfica
Se encuentra en Nueva Zelanda